# Ted Dekker
Ted Dekker (nacido el 24 de octubre de 1962) es un escritor de best-sellers cristianos del New York Times conocido por sus novelas de misterio y fantasía, entre los cuales están Thr3e,  Obsessed, y Books of History Chronicles. Para 2005 contaba con más de 500 000 copias de 12 novelas de suspenso vendidas.

## Biografía
Dekker nació en Kangime, un pequeño pueblo de Indonesia. Sus padres, John y Helen Dekker, eran misioneros que vivían entre las tribus cazadores de cabezas de Indonesia.  Las circunstancias increíbles en las cuales creció se describen en "Torches of Joy" por su padre, John Dekker.  Debido a que el trabajo de sus padres los mantenía separados por largos periodos de tiempo, Dekker describió sus primeros años de vida en una cultura para la cual él era un desconocido como fascinante y solitaria.
La forma única en la que se crio, le obligó a confiar en su propia imaginación para crear un mundo en el cual pertenecía. No fue fácil crecer en Indonesia para Ted Dekker y su familia. Al ser entrevistado por CNN Ted Dekker comentó: "Crecí en uno de los lugares más oscuros que se puedan imaginar, en [la] selva, con caníbales. Sé que tenemos ciertas imágenes en nuestra mente cuando hablamos de caníbales, pero estamos hablando de animismo, espiritualidad pesada, y gran temor. Los compañeros de trabajo de mis padres fueron asesinados y devorados... por caníbales ", y "estabas en riesgo de perder la vida en cualquier momento ".
Ted Dekker fue enviado a una escuela multicultural frente a las costas de Indonesia en 1969, cuando tenía 6 años. John Dekker comenta: "En el primer mes aproximadamente, me enteré del asesinato de nuestros compañeros. Era una época en la que estaba muy afectado por cosas nuevas e impactantes".  Después de salir de Indonesia, Dekker se graduó en una secundaria multicultural y tomó la residencia permanente en los Estados Unidos para estudiar Filosofía y Religión en una Universidad evangélica.
Luego de obtener su licenciatura, se involucró en el mundo empresarial y empezó a escalar posiciones. Pero su vocación siempre lo mantuvo inquieto y, después de muchos años de éxito,  cambió la vida corporativa por una amplia gama de actividades emprendedoras que incluían la compra y venta de negocios, servicios de salud, y comercialización.  A principios de los noventa, durante una visita a un amigo que acababa de escribir un libro, Dekker decidió seguir el sueño que había tenido desde hace mucho tiempo de ser un novelista.
En el transcurso de dos años, escribió dos novelas antes de comenzar desde cero y re escribirlas. Enamorado del proceso y de las historias, se dio cuenta de que llevaba la narración en la sangre y una nueva obsesión para explorar la verdad a través de la historia se apoderó de él.
Cuando se le preguntó acerca de por qué se metió en la escritura y por qué no está satisfecho con su carrera en los negocios Ted Dekker respondió: "Escribir no es acerca de hacer dinero. Quería encontrar la realización personal al escribir y contar historias, y eso es lo que me ha impulsado" Vendió su negocio, su familia se trasladó a las montañas del oeste de Colorado y comenzó a escribir a tiempo completo en su tercera novela.

## Inicios de su carrera como escritor
Sus primeras propuestas fueron rechazadas por los editores. Estas propuestas eran tres borradores de lo que más tarde serían Black, y To Kill with Reason. La primera saga publicada de Dekker, Heaven's Wager, es un thriller sobrenatural escrito poco después de la muerte de su hermano.
Dekker puso a escribir 6 novelas más de suspenso. When Heaven Weeps, Thunder of Heaven,  Blessed Child (con Bill Bright), A Man Called Blessed (con  Bill Bright) y Blink.
En los últimos años, Dekker ha publicado algunos de sus primeros manuscritos como material promocional.

## Carrera posterior como escritor
Thr3e fue la primera novela de Dekker. Más tarde fue llevada al cine. Dekker fue también coautor junto otros autores, entre ellos Bill Bright, Frank Peretti, Erin Healy, Carl Medearis y Tosca Lee.
Desde 2007, los fanes de los libros de Dekker han celebrado una convención anual, no oficial, en Nashville, TN llamada "The Gathering". Eventos similares se celebraron en 2010 en Dallas, Texas y Chicago, IL. El evento de 2012 se retrasó, y fue luego cancelada. La convención de 2013 está prevista para coincidir con el lanzamiento de "Sovereign", la conclusión de la serie Books of Mortals.

### Libros de History Chronicles
Serie Circle
- Black: The Birth of Evil  (febrero de 2004, agosto de 2009)
- Red: The Heroic Rescue (mayo de 2004, agosto de 2009)
- White: The Great Pursuit  (septiembre de 2004, agosto de 2009)
- Green: The Beginning and the End (septiembre de 2009)
- The Circle (2010)

### Serie The lost books
- Chosen (diciembre de 2007)
- Infidel (diciembre de 2007)
- Renegade (mayo de 2008)
- Chaos (mayo de 2008)
- Lunatic (con Kaci Hill, mayo de 2009)
- Elyon (con Kaci Hill, mayo de 2009)

### Otros libros
- House  (con Frank Peretti, marzo de 2006)
- Skin (abril de 2007)
- Immanuel's Veins (septiembre de 2010)
- The Blood Book (con Kevin Kaiser y Josh Olds, junio de 2011, artículo promocional ya no está disponible)
- Genesis: The Birth of an Idea (junio de 2011, artículo promocional no disponible)

### The Books of Mortals
- Forbidden (con Tosca Lee, septiembre de 2011)
- Mortal (con Tosca Lee, junio de 2012)
- Sovereign (con Tosca Lee, primavera de 2013)
- Serie Outlaw
- Eyes Wide Open (febrero de 2013)
- Outlaw (octubre de 2013)

### Thrillers
- Blink (enero de 2003, como Blink of an Eye noviembre de 2007)
- Thr3s (septiembre de 2003)
- Obsessed (febrero de 2005)
- Adam (abril de 2008)
- Kiss (con Erin Healy, enero de 2009)
- BoneMan's Daughters (abril de 2009)
- Burn (con Erin Healy, enero de 2010)
- The Bride Collector (abril de 2010)
- The Priest's Graveyard (abril de 2011)
- The Sanctuary (octubre de 2012)

### Serie Caleb
- Blessed Child (con Bill Bright, abril de 2001)
- A Man Called Blessed (con Bill Bright, septiembre de 2002)
- Serie The Martyr's Song
- Heaven's Wager (octubre de 2000)
- When Heaven Weeps (mayo de 2001)
- Thunder of Heaven (febrero de 2002)
- The Martyr's Song (2005)

### Otros títulos
- The Promise (septiembre de 2005)
- The Drummer Boy (octubre de 2006)
- To Kill with Reason  (abril de 2010, artículo promocional no disponible)

### De no ficción
- The Slumber of Christianity: Awakening a Passion for Heaven on Earth  (julio de 2005)
- Tea with Hezbollah  (con Carl Medearis, enero de 2010)
- Las novelas gráficas
- Black (2007)
- Red (2007)
- White (2007)
- Chosen (2008)
- Infidel (2008)
- Green (2009)
- The Truño Salado (2009)
- Renegade (2009)
- Chaos (2009)
- Lunatic (2009)
- Elyon (2009)

### Próximamente
- Water Walker  (marzo de 2014)
- Hacker
- AD 30'